# Irina Vassilieva
Pour les articles homonymes, voir Vassilieva.
Irina Vassilieva (en russe : Ирина Васильева) est une gymnaste trampoliniste russe née le 21 octobre 1980 à Leningrad (RSFS de Russie). 

## Biographie
Irina Vassilieva démarre en compétition en 1987 et intègre l'équipe de Russie de trampoline en 1995. Elle se classe cinquième de l'épreuve de double mini-trampoline par équipe et 24e de l'épreuve individuelle de double mini-trampoline aux Championnats du monde 1998.
Elle est sacrée championne d'Europe de trampoline par équipe en 2000 à Eindhoven.
Aux Championnats du monde de 2001, Irina Vassilieva remporte le titre en double mini-trampoline par équipes. Elle conserve son titre en Championnats du monde de 2003, où elle conquiert aussi un titre en trampoline par équipe.